# Prospettiva di corso Giovecca
La Prospettiva di corso Giovecca è una struttura architettonica che si trova a Ferrara all'entrata di corso della Giovecca partendo da piazza Medaglie d'Oro.

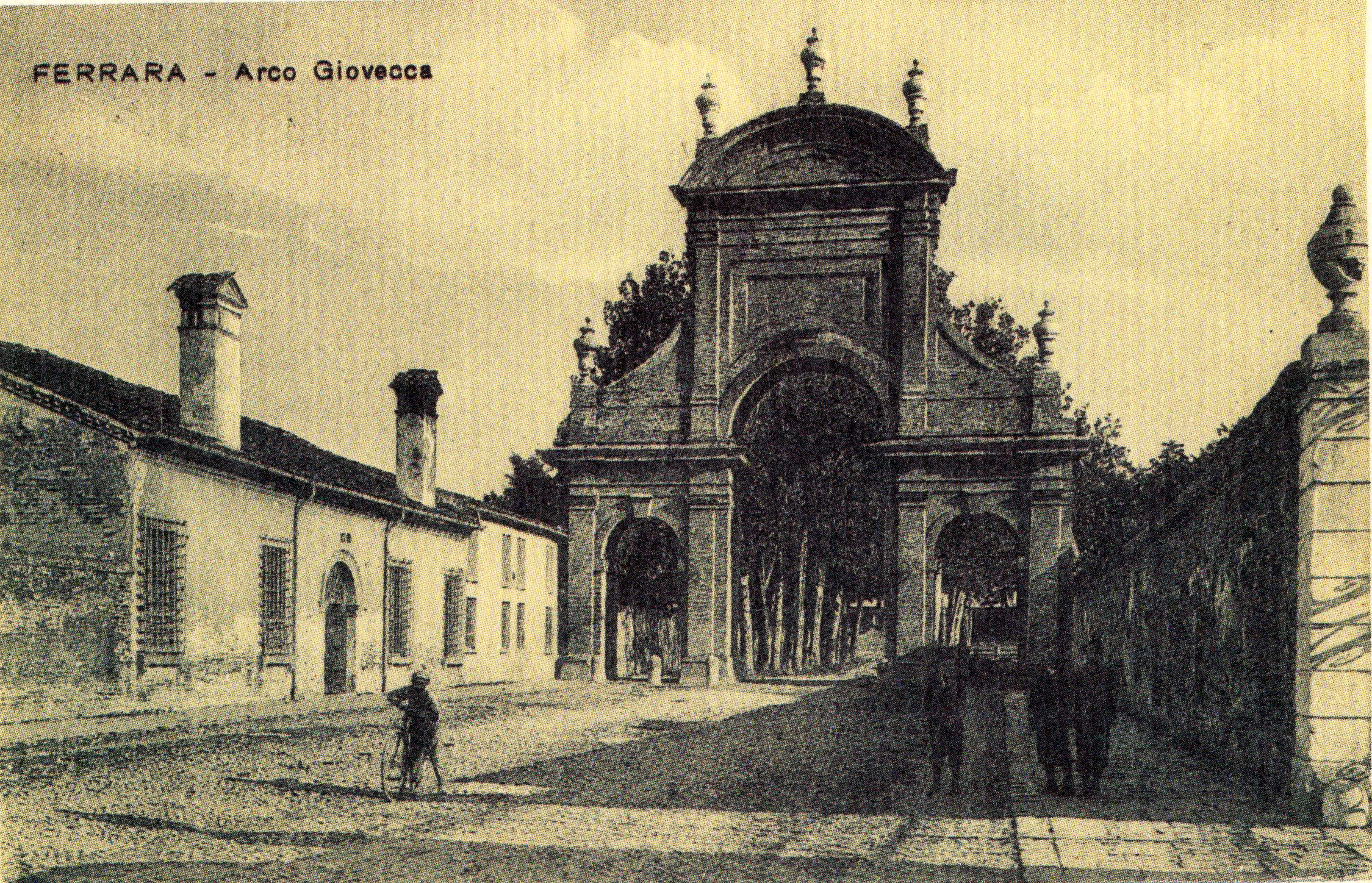
La Prospettiva di Corso Giovecca nel 1915, prima che venissero aggiunte le appendici laterali

## Storia
Dove attualmente sorge la Prospettiva vi era una porta di accesso alla città di Ferrara attraverso le mura. Venne eretta a spese del Comune tra il 1703 ed il 1704 su disegno di Francesco Mazzarelli.
Nel progetto originale era costituita da tre archi e decorata di stemmi in marmo. Fu trasformata ed amplitata con aggiunta dei due passaggi laterali nel Novecento, quando il corso venne allargato.

## Descrizione
La struttura consiste in un grande arco monumentale . Costituisce lo sfondo scenico di una delle più importanti arterie cittadine.
- A Ferrara esiste un altro arco simile, la Prospettiva della Ghiara, accesso alla città da via XX Settembre.
- Il vero ferrarese sa bene che, in auto, sotto l'arco principale della prospettiva di Giovecca ci si passa anche in due.

## Situazione
In seguito al terremoto dell'Emilia del 2012 i pinnacoli sono stati rimossi in quanto pericolanti e successivamente rimessi al loro posto nel dicembre 2015.